# Combretum mweroense
Combretum mweroense là một loài thực vật có hoa trong họ Trâm bầu. Loài này được Baker mô tả khoa học đầu tiên năm 1895.